# Lista de clássicos de futebol de São Paulo (estado)
- Esta é uma lista dos clássicos do futebol de São Paulo.

## Clássicos estaduais
| Região 1  | Região 2              | Cidade 1            | Cidade 2              | Clube 1          | Clube 2           | Nome do clássico                       |
| --------- | --------------------- | ------------------- | --------------------- | ---------------- | ----------------- | -------------------------------------- |
| Araçatuba | Bauru                 | Penápolis           | Lins                  | Penapolense      | Linense           | Linense vs. Penapolense                |
| Araçatuba | Presidente Prudente   | Penápolis           | Osvaldo Cruz          | Penapolense      | Osvaldo Cruz      | Osvaldo Cruz vs. Penapolense           |
| Barretos  | São José do Rio Preto | Monte Azul Paulista | Fernandópolis         | Monte Azul       | Fernandópolis     | Fernandópolis vs. Monte Azul           |
| Bauru     | Campinas              | Jaú                 | Piracicaba            | XV de Jaú        | XV de Piracicaba  | Clássico dos Trinta                    |
| Bauru     | Central               | Bauru               | Itápolis              | Noroeste         | Oeste             | Noroeste vs. Oeste                     |
| Bauru     | Marília               | Bauru               | Marília               | Noroeste         | Marília           | Clássico da 014                        |
| Bauru     | Marília               | Lins                | Marília               | Linense          | Marília           | Linense vs. Marília                    |
| Bauru     | Marília               | Lins                | Tupã                  | Linense          | Tupã              | Linense vs. Tupã                       |
| Bauru     | São Paulo             | Lins                | São Bernardo do Campo | Linense          | São Bernardo      | Linense vs. São Bernardo               |
| Campinas  | Central               | Mogi Guaçu          | Porto Ferreira        | Guaçuano         | Palmeirinha       | Guaçuano vs. Palmeirinha               |
| Campinas  | Central               | Piracicaba          | Araraquara            | XV de Piracicaba | Ferroviária       | Ferroviária vs. XV de Piracicaba       |
| Campinas  | Central               | Rio Claro           | Araraquara            | Rio Claro        | Ferroviária       | Ferroviária vs. Rio Claro              |
| Campinas  | São Paulo             | Bragança Paulista   | São Caetano do Sul    | Bragantino       | São Caetano       | Bragantino vs. São Caetano             |
| Campinas  | São Paulo             | Campinas            | São Caetano do Sul    | Ponte Preta      | São Caetano       | Ponte Preta vs. São Caetano            |
| Campinas  | São Paulo             | Campinas            | São Paulo             | Guarani          | Palmeiras         | Clássico Alviverde                     |
| Campinas  | São Paulo             | Campinas            | São Paulo             | Guarani          | Portuguesa        | Guarani vs. Portuguesa                 |
| Campinas  | São Paulo             | Campinas            | São Paulo             | Guarani          | São Paulo         | Guarani vs. São Paulo                  |
| Campinas  | São Paulo             | Campinas            | São Paulo             | Ponte Preta      | Corinthians       | Corinthians vs. Ponte Preta            |
| Campinas  | São Paulo             | Campinas            | São Paulo             | Ponte Preta      | Portuguesa        | Ponte Preta vs. Portuguesa             |
| Campinas  | São Paulo             | Rio Claro           | Barueri               | Rio Claro        | Grêmio Barueri    | Grêmio Barueri vs. Rio Claro           |
| Campinas  | Sorocaba              | Jundiaí             | Itu                   | Paulista         | Ituano            | Briga de Galo                          |
| Campinas  | Sorocaba              | Piracicaba          | Sorocaba              | XV de Piracicaba | Atlético Sorocaba | Atlético Sorocaba vs. XV de Piracicaba |
| Central   | Ribeirão Preto        | Araraquara          | Ribeirão Preto        | Ferroviária      | Botafogo-SP       | Bota-Ferro                             |
| Central   | Ribeirão Preto        | Araraquara          | Ribeirão Preto        | Ferroviária      | Comercial         | Come-Ferro                             |
| Central   | Ribeirão Preto        | Itápolis            | Ribeirão Preto        | Oeste            | Botafogo          | Botafogo vs. Oeste                     |
| Central   | Ribeirão Preto        | Matão               | Ribeirão Preto        | Matonense        | Comercial         | Comercial vs. Matonense                |
| Central   | São Paulo             | Araraquara          | São Paulo             | Ferroviária      | Juventus-SP       | Clássico Grená                         |
| Central   | São José do Rio Preto | Araraquara          | São José do Rio Preto | Ferroviária      | América-SP        | América vs. Ferroviária                |
| Franca    | Ribeirão Preto        | Franca              | Ribeirão Preto        | Francana         | Botafogo          | Botafogo vs. Francana                  |
| Franca    | Ribeirão Preto        | Franca              | Ribeirão Preto        | Francana         | Comercial         | Comercial vs. Francana                 |
| Santos    | São Paulo             | Santos              | São Paulo             | Jabaquara        | Nacional          | Jabaquara vs. Nacional                 |
| Santos    | São Paulo             | Santos              | São Paulo             | Santos           | Corinthians       | Clássico Alvinegro                     |
| Santos    | São Paulo             | Santos              | São Paulo             | Santos           | Palmeiras         | Clássico da Saudade                    |
| Santos    | São Paulo             | Santos              | São Paulo             | Santos           | Portuguesa        | Portuguesa vs. Santos                  |
| Santos    | São Paulo             | Santos              | São Paulo             | Santos           | São Paulo         | San-São                                |

## Clássicos extintos

### Municipais
| Cidade                | Clube 1               | Clube 2               | Nome do clássico                                                  |
| --------------------- | --------------------- | --------------------- | ----------------------------------------------------------------- |
| Araçatuba             | Araçatuba             | Atlético Araçatuba    | AEA vs. Atlético Araçatuba                                        |
| Araraquara            | Ferroviária           | ADA                   | Ferro-ADA                                                         |
| Araras                | Atlético Ararense     | União São João        | Atlético Ararense vs. União São João                              |
| Araras                | Ararense              | Comercial de Araras   | Dérbi Ararense                                                    |
| Bauru                 | BAC                   | Noroeste              | Clássico de Bauru                                                 |
| Botucatu              | Associação            | Ferroviária           | Derby Botucatuense                                                |
| Campinas              | Campinas              | Red Bull Brasil       | Campinas vs. Red Bull                                             |
| Limeira               | Gran São João         | Inter de Limeira      | Gran São João vs. Inter de Limeira                                |
| São Bernardo do Campo | Aliança               | Palestra              | Aliança vs. Palestra                                              |
| São Carlos            | Bandeirantes          | Brasília (BASC)       | Derby Sãocarlense (Bandeirantes vs. BASC)                         |
| São Carlos            | Bandeirantes          | Estrela da Bela Vista | Derby Sãocarlense (Bandeirantes vs. Estrela da Bela Vista)        |
| São Carlos            | Bandeirantes          | Expresso São Carlos   | Derby Sãocarlense (Bandeirantes vs. Expresso São Carlos)          |
| São Carlos            | Bandeirantes          | Paulista              | Derby Sãocarlense (Bandeirantes vs. Paulista)                     |
| São Carlos            | Brasília (BASC)       | Estrela da Bela Vista | Derby Sãocarlense (BASC vs. Estrela da Bela Vista)                |
| São Carlos            | Estrela da Bela Vista | Expresso São Carlos   | Derby Sãocarlense (Estrela da Bela Vista vs. Expresso São Carlos) |
| São Carlos            | Estrela da Bela Vista | Paulista              | Derby Sãocarlense (Estrela da Bela Vista vs. Paulista)            |
| São Carlos            | Estrela da Bela Vista | Sãocarlense           | Derby Sãocarlense (Estrela da Bela Vista vs. Sãocarlense)         |
| São Carlos            | Ideal Club            | Paulista              | Derby Sãocarlense (Ideal Club vs. Paulista)                       |
| São Carlos            | Palestra Itália       | Paulista              | Derby Sãocarlense (Palestra Itália vs. Paulista)                  |
| São Carlos            | Paulista              | Ruy Barbosa           | Derby Sãocarlense (Paulista vs. Ruy Barbosa)                      |
| São Paulo             | Palmeiras             | Paulistano            | Palmeiras vs. Paulistano                                          |
| São Paulo             | Paulistano            | SPAC                  | Paulistano vs. SPAC                                               |

### Regionais
| Região    | Cidade 1        | Cidade 2              | Clube 1          | Clube 2               | Nome do clássico                      |
| --------- | --------------- | --------------------- | ---------------- | --------------------- | ------------------------------------- |
| Campinas  | Americana       | Campinas              | Americana        | Guarani               | Americana vs. Guarani                 |
| Campinas  | Americana       | Campinas              | Americana        | Ponte Preta           | Americana vs. Ponte Preta             |
| Campinas  | Americana       | Mogi Mirim            | Americana        | Mogi Mirim            | Americana vs. Mogi Mirim              |
| Campinas  | Campinas        | Paulínia              | Campinas         | Paulínia              | Campinas vs. Paulínia                 |
| Central   | Araraquara      | São Carlos            | Ferroviária      | Bandeirantes          | Bandeirantes vs. Ferroviária          |
| Central   | Araraquara      | São Carlos            | Ferroviária      | Estrela da Bela Vista | Estrela da Bela Vista vs. Ferroviária |
| Central   | Araraquara      | São Carlos            | Ferroviária      | Expresso São Carlos   | Expresso São Carlos vs. Ferroviária   |
| Central   | Araraquara      | São Carlos            | Ferroviária      | Sãocarlense           | Ferroviária vs. Sãocarlense           |
| Central   | Araraquara      | São Carlos            | Ferroviária      | São Carlos Clube      | Ferroviária vs. São Carlos Clube      |
| São Paulo | Mogi das Cruzes | Suzano                | Atlético Mogi    | ECUS                  | Atlético Mogi vs. ECUS                |
| São Paulo | Mogi das Cruzes | Suzano                | Atlético Mogi    | USAC                  | Atlético Mogi vs. USAC                |
| São Paulo | Mogi das Cruzes | Suzano                | União Mogi       | ECUS                  | ECUS vs. União Mogi                   |
| São Paulo | Mogi das Cruzes | Suzano                | União Mogi       | USAC                  | União Mogi vs. USAC                   |
| São Paulo | Santo André     | São Bernardo do Campo | Primeiro de Maio | Esporte               | Esporte vs. Primeiro de Maio          |
| São Paulo | Santo André     | São Bernardo do Campo | Santo André      | Aliança               | Aliança vs. Santo André               |
| São Paulo | Santo André     | São Caetano do Sul    | Santo André      | Saad                  | Saad vs. Santo André                  |

### Estaduais
| Região 1            | Região 2              | Cidade 1            | Cidade 2 | Clube 1                                | Clube 2  | Nome do clássico             |
| ------------------- | --------------------- | ------------------- | -------- | -------------------------------------- | -------- | ---------------------------- |
| Presidente Prudente | São José do Rio Preto | Presidente Prudente | Mirassol | Grêmio Prudente (atual Grêmio Barueri) | Mirassol | Grêmio Prudente vs. Mirassol |